# Niels Ulrich Hermansen
Niels Ulrich Hermansen (født 20. august 1946) er en dansk politiker, der i perioden 2005-2013 har været borgmester i Ringsted Kommune, valgt for Venstre.
Hermansen er uddannet grovvarekøbmand og var 1987-1990 formand for landsforeningen Den Frie Grovvarehandel. Fra 1985 til 2005 var han direktør for Chr. Petersen A/S, som blev etableret af hans morfar.
Han blev valgt til Ringsted Byråd første gang i 2001 og var i sin første periode frem til 2005 formand for kommunen byplan- og boligudvalg samt medlem af kultur- og serviceudvalget. I marts 2004 blev han formand for Venstres byrådsgruppe, og i maj 2005 blev han valgt som partiets borgmesterkandidat.